# Abram (Bihor)
Abram é uma comuna romena localizada no distrito de Bihor, na região histórica da Crișana (parte da Transilvânia). A comuna possui uma área de 67.67 km² e sua população era de 3252 habitantes segundo o censo de 2007.